# Peter, Paul and Mary
Peter, Paul and Mary var en amerikansk musikgruppe, der blev dannet i New York City i 1961 under "the American folk music revival phenomenon". Trioen bestod af tenoren Peter Yarrow, barytonen Paul Stookey og alten Mary Travers. Gruppens repertoire bestod af sange skrevet af Yarrow og Stookey, men også coverversioner af andre folkemusikeres numre. Efter Travers død i 2009 fortsatte Yarrow og Stookey med at optræde som duo under deres individuelle navne. Blandt gruppens store hits var sange som Pete Seegers "If I Had a Hammer", "Puff (The Magic Dragon)" med tekst skrevet på grundlag af et digt af Lenny Lipton, Bob Dylans "Blowin' in the Wind" samt John Denvers "Leaving on a Jet Plane".

## Indflydelse
Mary Travers har sagt, at hun blev påvirket af Woody Guthrie, Pete Seeger og the Weavers. I dokumentarfilmen Peter, Paul & Mary: Carry It On taler medlemmer af the Weavers om, hvordan Peter, Paul and Mary løftede opgaven med at formidle folkemusikkens arv i 1960'erne.

## Historie

### De tidlige år (1961–1969)
Manageren Albert Grossman dannede Peter, Paul and Mary i 1961 efter at have haft adskillige folkesangere til prøve i New York, bl.a. Dave Van Ronk, der blev afvist som for speciel og ikke-kommerciel, og Carolyn Hester.

## Diskografi
- Peter, Paul and Mary (1962)
- Moving (1963)
- In the Wind (1963)
- A Song Will Rise (1964)
- See What Tomorrow Brings (1965)
- The Peter, Paul and Mary Album (1966)
- Album 1700 (1967)
- Late Again (1968)
- Peter, Paul and Mommy (1969)
- Reunion (1978)
- No Easy Walk to Freedom (1986)
- Flowers and Stones (1990)
- LifeLines (1995)
- In These Times (2003)